# Luigi Di Biagio
Luigi Di Biagio (n. 3 iunie 1971, Roma, Italia) este un antrenor italian care antrenează în prezent Italia U-21. A mai antrenat-o și pe Italia U-20. Ca fotbalist, a evoluat la Lazio Roma, AS Roma, Inter, Brescia Calcio și la Ascoli Calcio.

## Trofee câștigate
Inter Milano
- Serie A: vicecampioni 2002-2003
- Cupa Italiei: vicecampioni 2000
- Supercupa Italiei: vicecampioni 2000